# Oscar Taelman
Oscar Joseph Taelman (Gent, 5 ottobre 1877 – Gent, 23 ottobre 1945) è stato un canottiere belga.
Ha vinto la medaglia d'argento olimpica nel canottaggio alle Olimpiadi 1908 tenutesi a Londra, nella gara di Otto maschile con Marcel Morimont, Rémy Orban, Georges Mys, François Vergucht, Polydore Veirman, Oscar Dessomville, Rodolphe Poma e Alfred Van Landeghem.